# Nilo Azzurro
Il Nilo Azzurro (amarico: ዓባይ; traslitterato: abay; arabo: النيل الأزرق; traslitterato: an-Nīl al-Āzraq) è un fiume (1.610 km, bacino 178.700 km²) dell'Africa, chiamato anche Abbai o Abai.

## Corso del fiume
Il fiume ha origine dall'Altopiano Etiopico, presso il lago Tana. Dopo aver attraversato l'Etiopia verso sud, il fiume piega verso nord-ovest attraverso il Sudan, dove prende il nome di Bahr al Azraq.
Giunto a Karthoum si unisce al Nilo Bianco, formando il Nilo.

## Affluenti
Tra i numerosi affluenti: Goggiam, Scioa e Dinder.

## Regime idrologico
Il fiume ha un regime molto più irregolare del Nilo Bianco (portata quasi costante intorno a 1000 m³/s); da ciò derivano le piene annuali del Nilo, di fondamentale importanza nella storia dell'Egitto. Ad aprile la portata può essere di poco superiore a 100 m³/s (quindi il 90% dell'acqua viene fornita dal Nilo Bianco e dai suoi affluenti), ma ad agosto e settembre può arrivare a 9000 m³/s (contribuendo quindi per oltre l'80% alla piena annuale).
Lungo il Nilo Azzurro sono presenti alcune dighe; oltre a quelle di Roseires (1966) e Sennar (1925) in Sudan, è in corso di costruzione in Etiopia la Grande Diga della Rinascita Etiope.